# Marjo Matikainen-Kallström
Pour les articles homonymes, voir Matikainen et Källström.
Marjo Matikainen-Kallström, née le 3 février 1965 à Lohja, est une fondeuse et une femme politique finlandaise.

## Palmarès

### Jeux olympiques d'hiver
- Jeux olympiques de 1984 à Sarajevo (Yougoslavie) :
  -  Médaille de bronze en relais 4 × 5 km.
- Jeux olympiques de 1988 à Calgary (Canada) :
  -  Médaille d'or en 5 km.
  -  Médaille de bronze en 10 km.
  -  Médaille de bronze en relais 4 × 5 km.

### Championnats du monde
- Championnats du monde de 1987 à Oberstdorf (Allemagne) :
  -  Médaille d'or en 5 km.
  -  Médaille d'argent en 10 km.
- Championnats du monde de 1989 à Lahti (Finlande) :
  -  Médaille d'or en relais 4 × 5 km..
  -  Médaille d'or en 15 km.
  -  Médaille d'argent en 10 km libre.
  -  Médaille de bronze en 10 km classique.
  -  Médaille de bronze en 30 km.

### Coupe du monde
- Vainqueur du classement général : 1986, 1987 et 1988.
- 16 podiums dont 8 victoires en course.

#### Victoires individuelles
| Date            | Lieu          | pays             | Compétition |
| --------------- | ------------- | ---------------- | ----------- |
| 7 décembre 1985 | Labrador City | Canada           | 5 km TL     |
| 2 mars 1986     | Lahti         | Finlande         | 5 km TC     |
| 16 février 1987 | Oberstdorf    | Allemagne        | 5 km TC     |
| 28 février 1987 | Lahti         | Finlande         | 5 km TL     |
| 15 mars 1987    | Kavgolovo     | Union soviétique | 10 km TL    |
| 16 février 1988 | Calgary       | Canada           | 5 km TC     |
| 17 mars 1988    | Oslo          | Norvège          | 30 km TC    |
| 21 février 1989 | Lahti         | Finlande         | 15 km TC    |

Légende :

TC = classique

TL = libre

MS = départ en masse

HS = départ avec handicap

PU = poursuite

## En politique
Après sa carrière sportive, Marjo Matikainen s'est engagée avec le Parti de la coalition nationale, le parti principal de la droite finlandaise. Elle a été membre du Parlement européen de 1996 à 2004 dans le groupe du Parti populaire européen. Depuis 2004, elle est membre du parlement national pour la Coalition nationale, dont elle était aussi une vice-présidente entre 2004 et 2006. 
Marjo Matikainen s'est mariée en 1995 avec Arne Kallström, a alors changé son nom, et elle a trois enfants. Elle habite à Espoo, où elle est conseillère municipale depuis 2005.